# Елевферий (Печенников)
Елевферий (в миру Печенников; 1870, Припечино, Чериковский уезд Могилёвской губернии — 27 августа 1937, Лисья балка, СССР) — схиархимандрит, преподобномученик Русской Церкви.
Причислен к лику святых Русской православной церкви в 2000 году.

## Биография
Родился в крестьянской семье. В 1892 году Печенникова призвали в армию, где он служил рядовым. Неизвестно, когда он был рукоположён во иерея. Был полковым священником. В 1896 году назначен иеромонахом Смоленского Троицкого монастыря. Позднее назначен наместником того же монастыря.
Был арестован дважды: во время изъятия церковных ценностей и за торговлю на базаре. Смоленский губотдел ГПУ арестовал его 5 декабря 1922 года как противника обновленчества и сторонника Тихона. 10 декабря 1922 года монаха освободили с подпиской о невыезде. Был возведён в сан игумена. 20 марта 1924 года его арестовали по обвинению в «участии в контрреволюционной организации», после чего поместили в дом предварительного заключения в Смоленске. Был освобождён с подпиской о невыезде 31 марта 1924 года. 3 апреля 1924 года обвинение было снято, подписка о невыезде отменена.
26 февраля 1930 года Елевферия арестовали по обвинению в «участии в контрреволюционной организации» по делу «Смоленского соборного братства», после чего содержался в тюрьме Смоленска. 28 мая 1930 года Коллегия ОГПУ СССР приговорила его к десяти годам лагерей. Елевферий отбывал срок в Соловецком лагере. В 1932 году монаха перевели на станцию Манкент Туркестано-Сибирской железной дороги (Сайрамский район Южно-Казахстанской области).
23 июня 1937 года отца Елевферия вновь арестовали. Его обвиняли в контрреволюционной деятельности как «руководителя тайного монастыря в Манкенте, проводившего пострижение в тайное монашество». Виновным в контрреволюционной деятельности отец Елевферий себя не признал.
26 июля 1937 года Особая тройка при УНКВД по Южно-Казахстанской области приговорила Елевферия (Печенникова) к расстрелу. Расстрелян 27 августа 1937 года в Лисьей балке возле города Чимкента. Погребён в безвестной общей могиле.
Реабилитирован 5 июля 1958 года по приговору 1937 года.

## Канонизация
Причислен к лику святых новомучеников и исповедников Российских для общецерковного почитания Деянием Юбилейного Архиерейского Собора Русской Православной Церкви, проходившего 13—16 августа 2000 года в Москве.
День памяти: 14 августа (27 августа), в Соборе новомучеников и исповедников Российских и в Соборе новомучеников и исповедников Соловецких.